# Блеск

Диффузное и зеркальное отражение света от поверхности

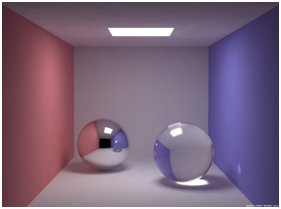
Блики на поверхности стеклянных полированных шариков из-за зеркального отражения

Глянец (блеск) — оптическая характеристика свойства поверхности, отражающей свет, показывающая соотношение между интенсивностями света, зеркально отражённого от поверхности, и света, рассеянного во все стороны — диффузного отражения.

## Природа явления

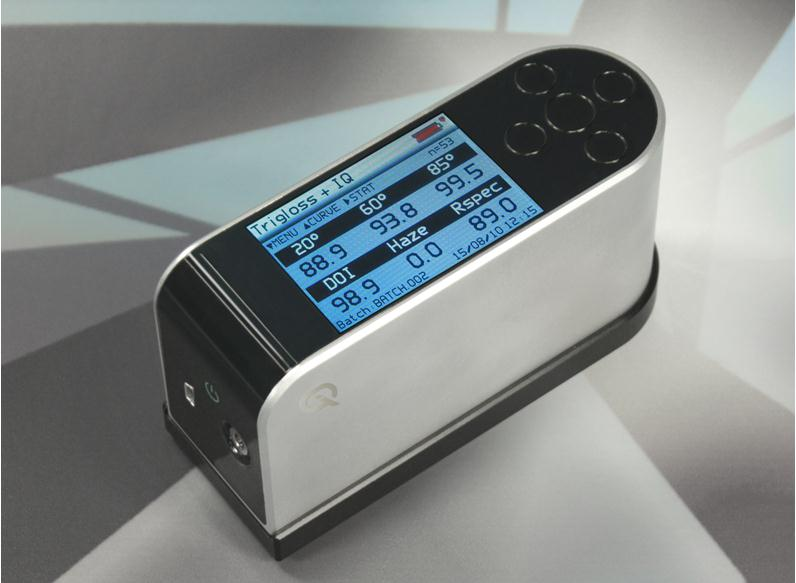
Блескомер

Блеск обусловлен зеркальным отражением света от поверхности, большей частью происходящим одновременно с диффузным отражением. Глаз человека воспринимает зеркальное отражение совместно с диффузным. Количественная оценка блеска определяется соотношением между интенсивностями зеркально и диффузно отражённого света. В минералогии блеск характеризуется качественными признаками (блеск минералов).
Субъективно блеск зависит не только от гладкости поверхности, но и от коэффициента отражения:
- Гладкость поверхности. Если размер неровностей поверхности много меньше длины волны, то доля зеркально отражённого света по отношению к диффузному велика. Если размер неровностей поверхности соизмерим или намного больше длины волны (шероховатая поверхность), то велика доля диффузно отражённого света.
- Коэффициент отражения.  Отношение интенсивности отражённого света к интенсивности падающего света.

## Отражение от гладких поверхностей
Коэффициент зеркального отражения {\displaystyle K_{r}} выражается как:
{\displaystyle K_{r}={\frac {I_{r}}{I_{0}}},}
где {\displaystyle I_{r}} — интенсивность отражённого света;
где {\displaystyle I_{0}} — интенсивность падающего света.
Все металлы в компактном виде хорошо отражают свет, причём если поверхность металла гладкая, то наблюдается зеркальное отражение. При увеличении шероховатости поверхности металла увеличивается диффузное отражение.
Гладкие прозрачные диэлектрики также зеркально отражают свет, но частично свет проникает внутрь диэлектрика и коэффициент зеркального отражения у таких веществ всегда меньше коэффициента зеркального отражения у металлов, причём коэффициент отражения зависит от угла падения света на поверхность и от показателя преломления вещества.
Коэффициент отражения от диэлектриков выражается формулой Френеля:
{\displaystyle K_{r}={\frac {1}{2}}\left[\left({\frac {\cos \phi -{\sqrt {n^{2}-\sin ^{2}\phi }}}{\cos \phi +{\sqrt {n^{2}-\sin ^{2}\phi }}}}\right)^{2}+\left({\frac {n^{2}\cos \phi -{\sqrt {n^{2}-\sin ^{2}\phi }}}{n^{2}\cos \phi +{\sqrt {n^{2}-\sin ^{2}\phi }}}}\right)^{2}\right],}
где {\displaystyle n} — показатель преломления;
{\displaystyle \phi } — угол падения света.
Таким образом, чем выше показатель преломления, тем выше блеск вещества, например, алмаз имеет высокий показатель преломления, около 2,42 и поэтому сильный блеск, а вода имеет показатель преломления около 1,33 и капли воды блестят слабо.

## Классификация глянца

### Для лакокрасочных покрытий
| Степень блеска  | Пределы       | Пределы        |
| Степень блеска  | Нижний предел | Верхний предел |
| --------------- | ------------- | -------------- |
| Глубокоматовый  | 0             | 3              |
| Матовый         | 4             | 19             |
| Полуматовый     | 20            | 36             |
| Полуглянцевый   | 37            | 49             |
| Глянцевый       | 50            | 59             |
| Высокоглянцевый | 59            | 100            |

| - Степени блеска покрытий на примере образцов бумажно-слоистого пластика - Матовый (справа) - Полуматовый - Полуглянцевый (слева) - Глянцевый (справа) |

Объективное измерение блеска лакокрасочных и других поверхностей, например, поверхности полимеров и полимерных покрытий производится с помощью фотоэлектрического блескомера. Этот прибор определяет долю отражённого света по сравнению с эталоном из кварца или чёрного полированного стекла блеск которых условно принимается равным 100 % или 100 единицам.

### Для минералов
В минералогии блеск минералов качественно классифицируют следующим характеристиками:
- Стеклянный блеск — характерен для веществ, с малым коэффициентом преломления. Например, кварц, кальцит, полевой шпат, флюорит и т. д. Блеск похож на блеск стекла.
- Металлический блеск — наблюдается у самородных металлов, но некоторые минералы с относительно невысокой электропроводностью, например пирит, халькопирит, галенит также имеют металлический блеск, похожий на блеск металла, что обусловлено наличием в кристаллической решётке этих веществ относительно свободных электронов.
- Полуметаллический блеск — тусклый, металлический. Примеры — графит, кристаллический иод.
- Алмазный блеск — выглядит как яркий стеклянный блеск, характерен для минералов с высоким показателем преломления[4]. Примеры — алмаз, сфалерит, рутил, циркон.
- Жирный блеск — не яркий, не очень заметный. Похож на блеск жира, сала. Пример — самородная сера.

#### Особые виды блеска
- Перламутровый, разнообразен по виду. Пример — слюда.
- Шёлковистый. Блеск нитевидных кристаллических волокон. Примеры — селенит, асбест.
- Матовый — почти нет блеска, например, мел.

| - Примеры разных видов блеска для минералов - Гематит Металлический блеск - Сфалерит Алмазный блеск - Соединения Малахита и Хризолита Жирный блеск - Кварц Стеклянный блеск - Пренит Перламутровый блеск - Тигровый глаз Шелковистый блеск - Штольцит Полуматовый или восковой блеск - Алюминит Матовый |